# Яньци-Хуэйский автономный уезд
Яньци-Хуэйский автономный уезд (уйг. يەنجى خۇيزۇ ئاپتونوم ناھىيىسى‎, кит. упр. 焉耆回族自治县, пиньинь Yānqí Huízú zìzhìxiàn) — автономный уезд в Баян-Гол-Монгольском автономном округе Синьцзян-Уйгурского автономного района КНР. Власти автономного уезда размещаются в посёлке Яньци.

## История

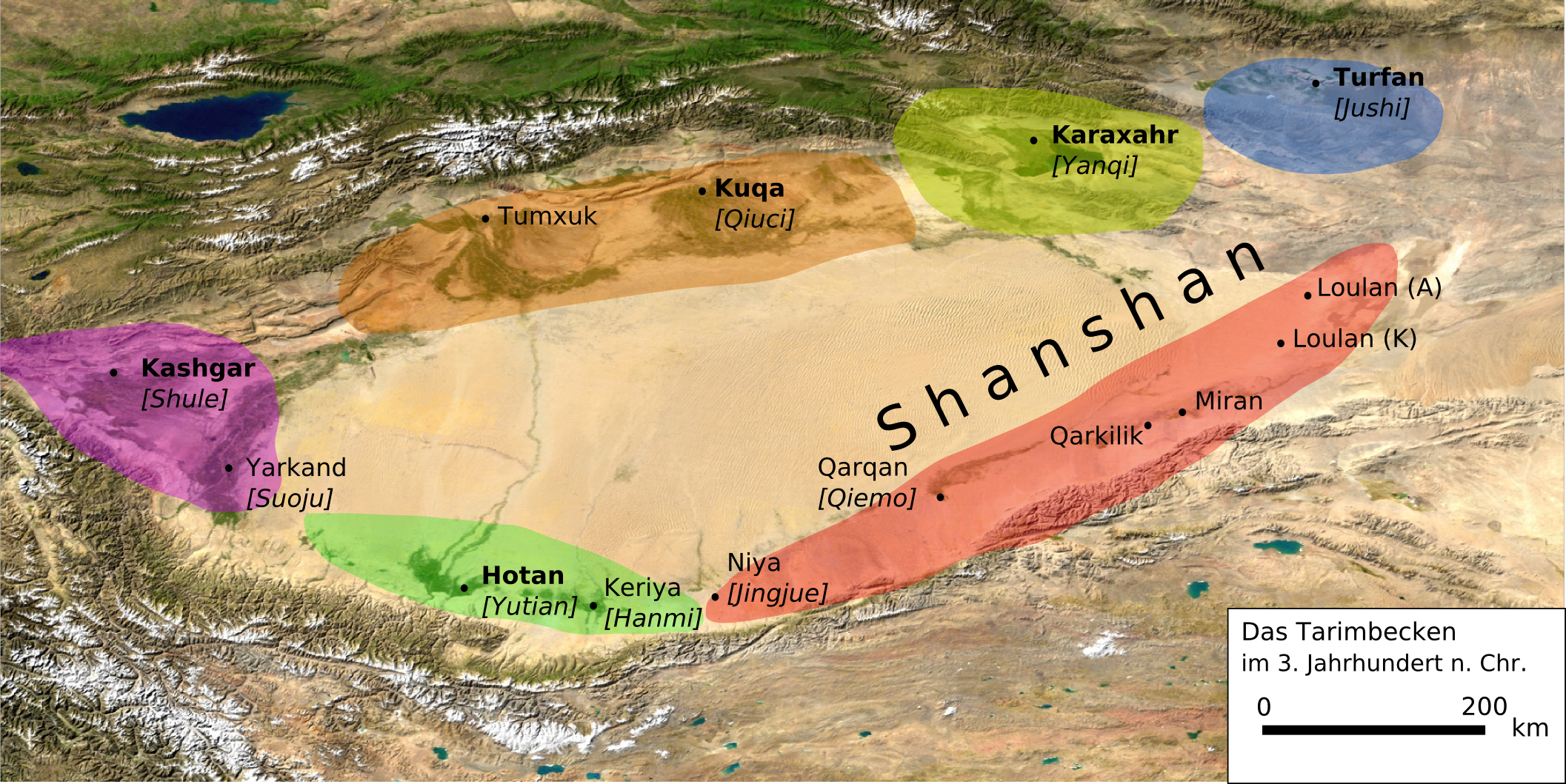
Территория Карашара в III в. н. э. выделена салатным цветом.

Древний буддийский город-государство Карашар (что значит «чёрный город») или Яньци (焉耆) — стоял у северной кромки пустыни Такла-Макан, в 24 км от озера Баграшкёль, между оазисами Гаочан (восточнее), Куча (западнее) и Корла (южнее). Столицей считался город Юаньцюй (員渠). По проведённой китайцами переписи в княжестве числилось 4000 домохозяйств, 32 100 человек, из них 6 000 солдат. Китайская администрация состояла из 17 чиновников во главе с хоу и 3 переводчиков. На севере граничило с Усунями. В ближайшем озере — ныне Баграшкёль, ловили много рыбы.
В I в. до н. э. удар по Карашару нанёс ханьский военачальник Бань Чао. В сер. V веке настроенные против буддизма китайцы нанесли новый удар по Карашарскому княжеству, как о том повествует Л. Н. Гумилёв:

В ту эпоху Карашар был княжеством, включавшим в себя девять оазисов. Владетель его носил титул лун. Карашарцы были не прочь ограбить китайские посольства, но, самое главное, были настоящими буддистами. Появление войск заклятого врага буддизма грозило им весьма тяжелыми последствиями, и они решились на сопротивление. Сначала Ван Ду-гуй взял крепости Цзохо и Халгаамань и осадил Юанькюй. Лун Гюхубина собрал 50 тыс. человек (явное преувеличение) и попытался организовать оборону. Ван Ду-гуй решился на лобовой удар. В рукопашной табгачи одержали полную победу. Карашарцы рассеялись, столица сдалась, а лун Гюхубина ускакал в Кучу.
Карашарские правители старались поддерживать дружественные отношения с соседними оазисами, чтобы вместе противостоять как степнякам, так и китайцам. Через их город проходил северный маршрут Великого Шёлкового пути, приносивший значительные экономические выгоды. В VII в. Карашарское княжество вошло в состав в Танской империи, а местные жители (индоевропейцы-юэчжи) растворились в среде тюркоязычных соседей.
В 1913 году был образован уезд Яньци (焉耆县). 12 апреля 1950 года был создан Специальный район Яньци (焉耆专区), и уезд вошёл в его состав. 23 июня 1954 года он был расформирован, а уезд вошёл в состав Баян-Гол-Монгольского автономного округа как Яньци-Хуэйский автономный район (焉耆回族自治区). В 1955 году автономный район был преобразован в автономный уезд.

## Административное деление
Уезд делится на 4 посёлка и 4 волости.

## Экономика
Уезд является крупным центром виноградарства и виноделия. По состоянию на октябрь 2021 года площадь посадки винных сортов винограда достигала 3,2 тыс. га, имелись 28 предприятий по выращиванию винограда и 15 виноделен. Обрабатывающая мощность винодельческих заводов уезда превышала 35 тыс. кл. Кроме того, уезд также занимается разведением саженцев винограда, научными исследованиями, проведением выставок винной культуры и агротуризмом; общий объём производства виноградной отрасли составляет более 250 млн юаней (38,767 млн долл. США) в год.

## Транспорт
- Годао 218